# Полой (приток Вятки)
Полой — река в России, протекает в Кирово-Чепецком районе Кировской области. Левый приток Вятки.

## География
Река Полой образуется слиянием рек Чернушка (правая составляющая) и Якимиха (левая составляющая). Течёт на северо-восток, впадает в старицу Вятки у восточной границы Нововятского района Кирова. Устье реки находится в 709 км по левому берегу реки Вятки. Длина реки составляет 26 км, площадь водосборного бассейна 179 км². 

## Данные водного реестра
По данным государственного водного реестра России, река относится к Камскому бассейновому округу, водохозяйственный участок реки — Вятка от истока до города Киров, без реки Чепца, речной подбассейн реки — Вятка. Речной бассейн реки — Кама.
По данным геоинформационной системы водохозяйственного районирования территории РФ, подготовленной Федеральным агентством водных ресурсов:
- Код водного объекта в государственном водном реестре — 10010300212111100034069
- Код по гидрологической изученности (ГИ) — 111103406
- Код бассейна — 10.01.03.002
- Номер тома по ГИ — 11
- Выпуск по ГИ — 1